# Karisma Kapoor
Pour les articles homonymes, voir Kapoor.
Karisma Kapoor (hindi : करिश्मा कपूर), née le 25 juin 1974 à Bombay (Maharashtra, Inde), est une actrice indienne issue d'une des plus célèbres dynasties du cinéma de Bollywood, les Kapoor.
Karisma Kapoor fait ses débuts dès 19 ans avant de devenir une des actrices phares des années 1990. Elle a à son actif de nombreux succès commerciaux dont le culte Raja Hindustani en 1996, son plus gros succès public qui lui vaut son premier Filmfare Award de la meilleure actrice. L'année suivante, elle enchante les critiques et le public dans un rôle de danseuse éconduite par Shahrukh Khan dans le tube Dil To Pagal Hai de Yash Chopra, raflant le Filmfare Award du meilleur second rôle féminin et le prestigieux National Film Award équivalent. Après plusieurs films à succès, elle surprend les critiques et le public avec ses interprétations dans des productions plus indépendantes comme Fiza, qui lui vaut son second Filmfare Award de la meilleure actrice en 2001, et surtout Zubeidaa de Shyam Benegal, dans lequel elle incarne le rôle-titre et pour lequel elle reçoit le prix spécial d'interprétation féminine lors des Filmfare Awards 2002. Après Shakti : The Power en 2002, Baaz et Mere Jeevan Saathi en 2003, elle se retire des studios pour se consacrer à sa famille.

## Jeunesse et vie privée
Karisma Kapoor est issue d'une des familles mythiques de Bollywood, les Kapoor. En effet, elle est la fille des acteurs Babita et Randhir Kapoor, la petite-fille de l’acteur, producteur et réalisateur Raj Kapoor, l'arrière petite-fille de Prithviraj Kapoor. Elle est également la sœur aînée de l'actrice Kareena Kapoor, la petite-nièce de Shashi et de Shammi Kapoor, la nièce de Rishi Kapoor et la cousine de Ranbir Kapoor, tous quatre acteurs.
Surnommée Lolo, déformation de Lolima surnom donné par sa mère, elle est élevée par cette dernière après la séparation de ses parents. Elle commence des études à la Cathedral and John Connon School qu'elle quitte après avoir obtenu le diplôme de fin d'études secondaires, le CBSE, puis elle rejoint le Sophi College où elle prépare un diplôme pré-universitaire mais elle arrête ses études d'arts pour se consacrer à sa carrière d'actrice.
En 1992, sur le tournage de Jigar, Karisma Kapoor rencontre l'acteur Ajay Devgan avec lequel elle a une brève liaison. Puis en 2002, elle entame avec l'acteur Abhishek Bachchan une relation qui est officialisée en octobre 2002 lors du 60e anniversaire d'Amitabh Bachchan qui annonce leurs futures fiançailles. Cependant ils se séparent quatre mois plus tard. Le 29 septembre 2003, à « R K Cottage », la demeure de son grand-père, Karisma Kapoor épouse selon les rites sikh,  l'industriel Sunjay Kapur, directeur général de Sixt Inde. Le couple a une fille nommée Samaira, née le 11 mars 2005 et un fils, Kiaan Raj, né le 12 mars 2010. Les époux divorcent en 2014.

## Carrière

### Débuts (1991-1995)
Karisma Kapoor débute au cinéma en 1991, dans Prem Qaidi qui remporte un succès mitigé. Entre 1992 et 1995, elle tourne près de vingt-cinq films dont la plupart sont des échecs, voire des désastres commerciaux, à l'exception de Jigar (Farogh Siddique, 1992), Anari (Deepak Sareen, 1993), Raja Babu (David Dhawan, 1994), Suhaag (Kuku Kohli, 1994) et surtout Coolie No. 1 (1995), franc succès dans lequel elle retrouve David Dhawan à la réalisation et Govinda comme partenaire.

### Les années fastes (1996-2000)
En 1996, vient le véritable succès avec Raja Hindustani. Dans cette comédie romantique réalisée par Dharmesh Darshan, elle forme avec Aamir Khan un couple qui, malgré l'amour, a bien du mal à surmonter les différences sociales. Plus gros succès commercial de l'année en Inde, ce film permet en outre à Karisma Kapoor de recevoir son premier Filmfare Award de la meilleure actrice. Dès lors, sa carrière est bien lancée. De plus, grâce à Saajan Chale Sasural, où elle retrouve Govinda et David Dhawan, Jeet et Krishna où elle donne la réplique à Sunil Shetty, Karisma Kapoor domine le box-office indien en 1996 avec quatre films classés dans le top 10. 
La fortune continue à sourire à l'actrice puisque l'année suivante elle est à l'affiche de la comédie Judwaa, puis de Dil To Pagal Hai qui se hisse à la deuxième place du box office. Réalisé par Yash Chopra, ce film musical compte dix chansons, réunit les stars Shahrukh Khan et Madhuri Dixit et rafle huit récompenses aux Filmfare Awards 1998 dont celle du Meilleur second rôle féminin pour Karisma Kapoor, prix qui lui est également décerné aux National Film Awards. En 1997 toujours, Karisma Kapoor tourne dans Hero No. 1 de nouveau face à Govinda, le film est un succès au box-office.
Karisma Kapoor entre dans le Top 3 des actrices indiennes les plus bankables et s'y maintient de 1996 à 2000 ; elle est également une des stars féminines les mieux payées : en 2000, à 26 ans, elle est l'actrice dont les cachets sont les plus élevés de Bollywood avec une moyenne qui varie entre cinquante et soixante millions de roupies pour chacune de ses prestations. De même, elle occupe la 1re place du top 10 établi par le magazine Filmfare.
En 1998, Karisma Kapoor fait une pause et refuse notamment de jouer le rôle de Tina dans Kuch Kuch Hota Hai mais devient la première actrice indienne à collaborer avec Coca-Cola. Elle revient sur les écrans dès l'année suivante qui s'avère excellente pour elle. Dans Hum Saath-Saath Hain réalisé par Sooraj R. Barjatya, on la voit aux côtés de Salman Khan, Saif Ali Khan et Tabu dans une saga familiale dont le réalisateur s'est fait une spécialité et qui se classe à la première place du box office. Puis, elle interprète une épouse délaissée qui réussit à reconquérir son mari, Salman Khan, dans Biwi No. 1 de David Dhawan, succès populaire occupant la deuxième place au box office. Suivent deux autres réussites commerciales, Haseena Maan Jaayegi et le drame Jaanwar.
En 2000, Karisma ouvre l'année avec une comédie romantique ou elle retrouve Salman Khan dans  Dulhan Hum Le Jayenge. Le film est instantanément un succès au box-office de même que le critique accueil bien le film. La célèbre revue Rediff conclura que le film vaut la peine d’être regardé. Néanmoins ses deux autres longs métrages qui suivront (Chal Mere Bhai et Hum To Mohabbat Karega) seront des échecs critique et commerciaux des films qui ne réussissent pas à recouvrir leur budget pharaonique. Suivra son film Fiza l'un des films les plus attendus de l'année 2000. Fiza est réalisé par Khalid Mohamed. Elle y interprète une jeune femme qui s'obstine à rechercher son frère disparu au cours des émeutes de Bombay en 1993 et le retrouve plusieurs années plus tard alors qu'il est devenu membre d'un réseau terroriste. Le film est acclamé par la critique de même que l'interprétation de Karisma ou  la qualité et la sincérité de son jeu sont appréciés et elle reçoit son deuxième Filmfare Awards de la meilleure actrice. Le long métrage est un succès au box-office annuel. Fiza marque l'apogée de la carrière de Karisma Kapoor.

### Succès critiques et échecs commerciaux (2001-2003)

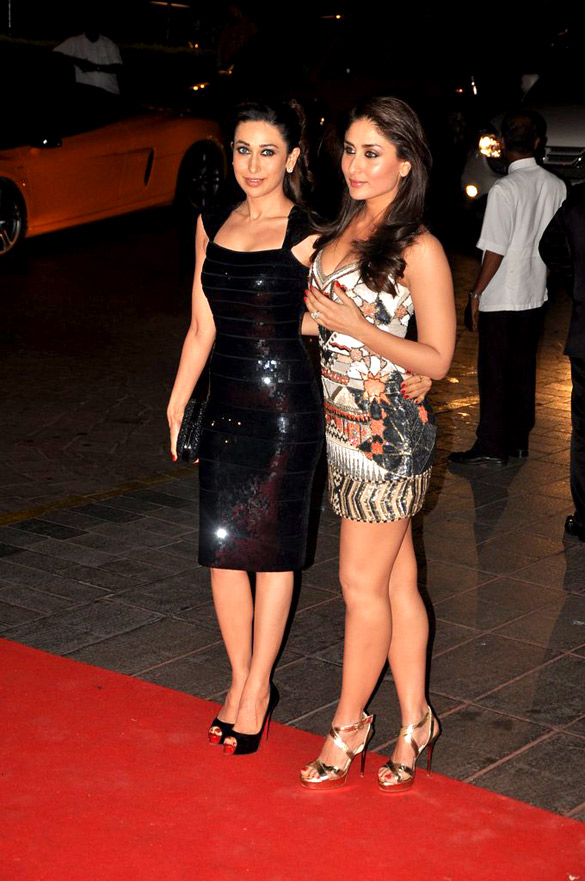
Karisma Kapoor et sa sœur Kareena Kapoor en 2012.

À partir de 2001, Karisma Kapoor enchaîne les échecs commerciaux. En 2001, dans le film historique Asoka elle refuse le rôle de Kauwarki qui est repris par sa sœur Kareena, puis elle décline une offre dans Deewangee mais elle accepte celle de Shyam Benegal pour Zubeidaa. Ce film dramatique indépendant et le jeu de Karisma Kapoor suscitent les éloges des critiques qui remarquent sa capacité à interpréter un rôle complexe,. Cette prestation est couronnée par le Filmfare Award de la meilleure actrice décerné par les critiques, néanmoins les Indiens boudent le film qui est apprécié en Occident[réf. nécessaire]. Toujours la même année, elle retrouve Bobby Deol dans Aashiq, un long-métrage dramatique à l'audience modeste, Karisma Kapoor donne ensuite la réplique à Amitabh Bachchan et Akshay Kumar dans le drame familial Ek Rishtaa, qui ne rencontre qu'un succès mitigé.
L'année suivante la donne ne change pas ses trois films (Haan Maine Bhi Pyaar Kiya, Shakthi - The Power et Rishtey) sont des échecs commerciaux. 
Néanmoins, en 2003, elle récolte des critiques honorables et est nommée au Filmfare Awards de la meilleure actrice pour son interprétation dans Shakti aux côtés de Nana Patekar dans une adaptation de Jamais sans ma fille par Krishna Vamshi.

### Retrait du cinéma (2004-2010)
Après les tournages de Baaz et Mere Jeevan Saathi en 2003, Karisma Kapoor se retire de l'industrie du film pour se consacrer à sa famille.
En 2003 Karisma Kapoor se tourne vers la télévision où elle joue le rôle principal dans Karishma: The Miracle of Destiny[réf. incomplète], une des séries les plus coûteuses jamais produites en Inde et dont le budget est estimé à 600 000 000 roupies.[réf. nécessaire]
En 2007, elle accepte de faire une apparition dans le film de Farah Khan Om Shanti Om. En octobre 2008, aux côtés de l'acteur Arjun Rampal et de Farah Khan, elle fait partie du jury du spectacle de danse Nach Baliye 4, fonction qu'elle n'occupe qu'une seule saison.
Après plus d'une décennie de films l'actrice a réussi à amasser une fortune estimée à plus de 510 millions de roupies soit huit millions de dollars.

### Depuis 2011
En janvier 2011, Karisma Kapoor fait la couverture du magazine Harper's Bazaar où elle se confie sur sa famille et ses projets, déclarant qu'elle ne fera son retour sur les écrans que lorsqu'on lui proposera un scénario qui en vaille la peine. C'est ainsi qu'en 2012 sort Dangerous Ishq de Vikram Bhatt, un thriller surnaturel tourné en 3D, qui ne recueille pas plus les faveurs de public que celles de la plupart des critiques qui relèvent la faiblesse du scénario, de la réalisation ainsi que des scènes involontairement drôles.
En 2013, en compagnie d'une pléiade d'acteurs, elle effectue une courte apparition dans la chanson Apna Bombay Talkies issue de Bombay Talkies, film à sketchs célébrant le centenaire du cinéma indien.
Selon Forbes India, ses revenus pour 2012 s'élèvent à 110 550 000 roupies.

## Filmographie

### Cinéma
- 1991 : Prem Qaidi de K. Muralimohana Rao : Neelima
- 1992 : Police Officer de Ashok Gaekwad : Bijali
- 1992 : Jagruti de Suresh Krissna : Shalu
- 1992 : Nishchay d'Esmayeel Shroff : Payal
- 1992 : Sapne Sajan Ke de Lawrence D'Souza : Jvoti
- 1992 : Deedar de Pramod Chakravorty : Sapna Saxena
- 1992 : Jigar de Farogh Siddique : Suman
- 1993 : Anari de K. Muralimohana Rao : Rajnandini
- 1993 : Muqabla de Rama Rao Tatineni : Karishma
- 1993 : Sangram de Lawrence D'Souza : Madhu
- 1993 : Shaktimaan de K.C. Bokadia : Priya
- 1993 : Dhanwan de K. Vishwanath: Imli
- 1994 : Prem Shakti de Shibu Mitra: Gouri
- 1994 : Raja Babu de David Dhawan: Madhoo
- 1994 : Dulara de Vimal Kumar: Priya Chauhan
- 1994 : Khuddar d'Iqbal Durrani : Pooja
- 1994 : Andaz de David Dhawan : Jaya
- 1994 : Andaz Apna Apna de Rajkumar Santoshi : Karishma
- 1994 : Yeh Dillagi de Naresh Malhotra : participation exceptionnelle
- 1994 : Aatish de Sanjay Gupta : Pooja
- 1994 : Suhaag de Sandesh Kohli : Pooja
- 1994 : Gopi Kishan de Mukesh Duggal : Seema
- 1995 : Jawab d'Ajay Kashyap : Suman
- 1995 : Maidan-E-Jung de K.C. Bokadia : Tulsi
- 1995 : Coolie No. 1 de David Dhawan : Malti
- 1996 : Paapi Gudia de Lawrence D'Souza : Karisma
- 1996 : Megha de Mohanji Prasad : Megha
- 1996 : Saajan Chale Sasural de David Dhawan : Pooja
- 1996 : Krishna de S. Deepak : Rashmi
- 1996 : Jeet de Raj Kanwar : Pajal
- 1996 : Bal Brahmachari de Prakash Mehra : Asha Rana
- 1996 : Sapoot de Jagdish A. Sharma : Pooja
- 1996 : Raja Hindustani [29] de Dharmesh Darshan : Aarti Sehgal
- 1996 : Rakshak d'Ashok Honda : Suman Sinha
- 1996 : Ajay de Suneel Darshan : Panorama
- 1997 : Judwaa de David Dhawan : Mala
- 1997 : Hero No. 1 de David Dhawan : Meena Nath
- 1997 : Lahu Ke Do Rang de Mehul Kumar : Heena
- 1997 : Mrityudata de Mehul Kumar : Reenu
- 1997 : Dil To Pagal Hai de Yash Chopra : Nisha
- 1999 : Silsila Hai Pyar Ka de Shrabani Deodhar : Vanshikha Mathur
- 1999 : Biwi No. 1 de David Dhawan : Pooja
- 1999 : Haseena Maan Jaayegi de David Dhawan : Ritu Verma
- 1999 : Hum Saath-Saath Hain de Sooraj R. Barjatya : Sapna
- 1999 : Jaanwar de Suneel Darshan: Sapna
- 2000 : Dulhan Hum Le Jayenge de David Dhawan : Sapna
- 2000 : Chal Mere Bhai de David Dhawan : Sapna Mehra
- 2000 : Hum To Mohabbat Karega de Kundan Shah : Geeta Kapoor
- 2000 : Fiza de Khalid Mohamed : Fiza
- 2000 : Shikari de N. Chandra : Rajeshwari Rawal
- 2001 : Zubeidaa de Shyam Benegal : Zubeidaa
- 2001 : Aashiq de Indra Kumar : Pooja
- 2001 : Ek Rishtaa – The Bond Of Love de Suneel Darshan : Nisha Thappar
- 2002 : Haan Maine Bhi Pyaar Kiya de Dharmesh Darshan : Pooja Kashyap
- 2002 : Shakti : The Power de Krishna Vamshi : Nandini
- 2002 : Rishtey de Indra Kumar : Komal Singh
- 2003 : Baaz de Tinnu Verma : Neha Chopra
- 2006 : Mere Jeevan Saathi de Suneel Darshan : Natasha
- 2006 : Zamaanat de S. Ramanathan : Kajol
- 2007 : Om Shanti Om de Farah Khan (participation exceptionnelle)
- 2012 : Dangerous Ishq de Vikram Bhatt : Geeta/Salma/Paro/Sanjana
- 2013 : Bombay Talkies, participation exceptionnelle dans la chanson Apna Bombay Talkies

### Télévision
- 2003 : Karishma: The Miracle of Destiny (série), Devyani
- 2008 : Nach Baliye 4 (télé crochet), jurée
- 2009 : Hans Baliye (télé crochet), jurée
- 2011 : Wife Bina Life (reality show), participante
- 2020 :  Mentalhood  (drame), Meira Sharma

## Box Office
Selon Ibos Network, Karisma Kapoor est la 12e actrice indienne pour les recettes cumulées de l'ensemble de sa carrière avec 10,5 milliards de roupies pour 59 films devançant Aishwarya Rai (7,6 milliards pour 38 films), Rani Mukherjee (6,5 milliards pour 38 films) ou encore Kareena Kapoor (6,3 milliards pour 46 films).
| Film                          | Année | Recettes en roupies | Classement                                       | Rentabilité               |
| Prem Qaidi                    | 1991  | 3 crore             | N/A                                              | Semi tube                 |
| Police Officer                | 1992  | 5.4 crore           | 13e                                              | La moyenne                |
| Jagruti                       | 1992  | 4 crore             | n/a                                              | Désastre                  |
| Nishchay                      | 1992  | 1.54 crore          | n/a                                              | Désastre                  |
| Sapne Sajan Ke                | 1992  | 3.74 crore          | n/a                                              | Flop                      |
| Deedar                        | 1992  | 2.16 crore          | n/a                                              | Flop                      |
| Jigar                         | 1992  | 10 crore            | n/a                                              | Tube                      |
| Anari                         | 1993  | 6 crore             | n/a                                              | Tube                      |
| Muqabla                       | 1993  | 4.4 crore           | n/a                                              | La moyenne                |
| Sangram                       | 1993  | 5.4 crore           | n/a                                              | Flop                      |
| Shaktimaan                    | 1993  | 3crore              | n/a                                              | Flop                      |
| Dhanwan                       | 1993  | 2.5 crore           | 1176e                                            | Désastre                  |
| Prem Shakti                   | 1994  | 2.25 crore          | 1177e                                            | Désastre                  |
| Raja Babu                     | 1994  | 15.14 crore         | 65e                                              | Super-tube                |
| Dulara                        | 1994  | 6.5 crore           | 364e                                             | La moyenne                |
| Khuddar                       | 1994  | 8.35 crore          | 242e                                             | Semi-tube                 |
| Andaz                         | 1994  | 9.75 crore          | 441e                                             | En dessous de la moyenne  |
| Andaz Apna Apna               | 1994  | 8.18 crore          | 610e                                             | flop                      |
| Yeh Dillagi                   | 1994  | 10.35 crore         | 170e                                             | Tube, apparition spéciale |
| Aatish                        | 1994  | 11.75 crore         | 323e                                             | La moyenne                |
| Suhaag                        | 1994  | 11.94 crore         | 163e                                             | Tube                      |
| Gopi Kishan                   | 1994  | 8 crore             | 263e                                             | Semi tube                 |
| Jawab                         | 1995  | 3.18 crore          | 803e                                             | Flop                      |
| Maidan-E-Jung                 | 1995  | 3.25 crore          | 608e                                             | Flop                      |
| Coolie No. 1                  | 1995  | 20.96crore          | 69e place                                        | Super tube                |
| Paapi Gudia                   | 1996  | 2 000 000           | 78e                                              | Fiasco                    |
| Megha                         | 1996  | 500 000             | 124e                                             | Fiasco                    |
| Saajan Chale Sasural          | 1996  | 830 400 000         | 23e place des films les plus vus entre 1995-1999 | Super tube                |
| Krishna                       | 1996  | 600 660 000         | 7e                                               | Super tube                |
| Jeet                          | 1996  | 980 570 000         | 12e place des films les plus vus entre 1995-1999 | Super tube                |
| Bal Brahmachari               | 1996  | 130 800 000         | 48e                                              | Flop                      |
| Sapoot                        | 1996  | 560 870 000         | 11e                                              | Tube                      |
| Raja Hindustani               | 1996  | 3 260 030 000       | 3e place des films les plus vus entre 1995-1999  | Blockbuster               |
| Rakshak                       | 1996  | 450 490 000         | 15e                                              | Tube                      |
| Ajay                          | 1996  | 200 850 000         | 12e                                              | La moyenne                |
| Judwaa                        | 1997  | 750 940 000         | 23e place des films les plus vus entre 1995-1999 | Super tube                |
| Hero No. 1                    | 1997  | 860 300 000         | 19e place des films les plus vus entre 1995-1999 | Super tube                |
| Lahu Ke Do Rang               | 1997  | 160 220 000         | 39e                                              | Flop                      |
| Mrityudata                    | 1997  | 410 420 000         | 18e                                              | Fiasco                    |
| Dil To Pagal Hai              | 1997  | 1 930 310 000       | 7e place des films les plus vus entre 1995-1999  | Blockbuster               |
| Silsila Hai Pyar Ka           | 1999  | 25 000 000          | 36e                                              | Désastre                  |
| Biwi No. 1                    | 1999  | 1 310 660 000       | 9e place des films les plus vus entre 1995-1999  | Blockbuster               |
| Haseena Maan Jaayegi          | 1999  | 800 140 000         | 5e                                               | Super tube                |
| Hum Saath-Saath Hain          | 1999  | 1 430 100 000       | 8e place des films les plus vus entre 1995-1999  | Blockbuster               |
| Jaanwar                       | 1999  | 540 380 000         | 10e                                              | Tube                      |
| Dulhan Hum Le Jayenge         | 2000  | 520 980 000         | 7e                                               | Tube                      |
| Chal Mere Bhai                | 2000  | 430 350 000         | 14e                                              | Flop                      |
| Hum To Mohabbat Karega        | 2000  | 120 040 000         | 31e                                              | Flop                      |
| Fiza                          | 2000  | 570 880 000         | 12e                                              | La moyenne                |
| Shikari                       | 2000  | 35 000 000          | 26e                                              | Flop                      |
| Zubeidaa                      | 2001  | 239 552 480         | 1021e                                            | Désastre                  |
| Aashiq                        | 2001  | 819 689 170         | 388e                                             | Inférieur a la Moyenne    |
| Ek Rishtaa – The Bond Of Love | 2001  | 1 407 842 380       | 272e                                             | La moyenne                |
| Haan Maine Bhi Pyaar Kiya     | 2002  | 637 549 120         | 533e                                             | Flop                      |
| Shakti : The Power            | 2002  | 538 049 960         | 561e                                             | Flop                      |
| Rishtey                       | 2002  | 377 955 340         | 654e                                             | Flop                      |
| Baaz                          | 2003  | 178 485 460         | 1053e                                            | Désastre                  |
| Mere Jeevan Saathi            | 2006  | 102 446 410         | 1136e                                            | Désastre                  |
| Dangerous Ishq                | 2012  | 94 076 220          | 879e                                             | Flop                      |

## Publicité
Comme la plupart des actrices indiennes, Karisma Kapoor prête son visage à de nombreuses marques. C'est ainsi qu'elle assure la promotion de Kellogg's, les vêtments Crescent Lawn ou Admix Retail, les produits de beauté Aromaz, Olay...
En 2013, Karishma Kapoor s'essaye pour la première fois à l'écriture d'un livret, Yummy Mummy, dans lequel elle révèle ses secrets post grossesse, le livre est un bestseller.

## Récompenses
- Filmfare Award :
  - 1997 : Meilleure actrice pour Raja Hindustani
  - 1998 : Meilleure actrice dans un second rôle pour Dil To Pagal Hai
  - 2001 : Meilleure actrice pour Fiza
  - 2002 : Meilleure actrice (prix des critiques) pour Zubeidaa

- National Film Awards :
  - 1998 : Meilleure actrice dans un second rôle pour Dil To Pagal Hai

- Smita Patil Memorial Award
  - 2002 : Contribution au Cinéma Indien

- IIFA Award :
  - 2001 Meilleure actrice pour Fiza

- Zee Cine Awards :
  - 1997 Meilleure actrice pour Raja Hindustani
  - 1998 Meilleure actrice dans un second rôle pour Dil To Pagal Hai
  - 2001 Star féminine de l'année pour Fiza

- Star Screen Awards :
  - 1998 Meilleure actrice dans un second rôle pour Dil To Pagal Hai
  - 2001  Meilleure actrice pour Fiza

- Bollywood Movie Awards :
  - 1998 Meilleure actrice dans un second rôle pour Dil To Pagal Hai
  - 2001 Meilleure actrice pour Fiza
  - 2003 Star féminine de l'année pour Shakti